# Escut de Canovelles

Escut oficial de Canovelles

L'escut oficial de Canovelles té el blasonament següent:
Escut caironat: d'or, un gos reguardant d'atzur. Per timbre, una corona mural de poble.

## Història
Va ser aprovat el 30 de juny del 2005 i publicat al DOGC el 21 de juliol del mateix any amb el número 4431.
El gos reguardant (és a dir, mirant enrere) és el senyal tradicional del poble i és un element parlant referit al nom de la localitat, segons l'etimologia popular de Canovelles, que fa derivar el nom de "ca", gos, tot i que en realitat sembla provenir del llatí Casas novellas, "cabanes noves".